# ФИФО метода (рачуноводство)
Фифо метода (engl. First in - First out) је рачуноводствени метод за утврђивање трошкова залиха. Подразумева да се евидентирање трошења залиха врши оним редоследом како су залихе набављене, односно да се примењује правило: прва улазна цена - прва излазна цена.